# Ampulex himalayensis
Ampulex himalayensis là một loài côn trùng cánh màng trong họ Ampulicidae, thuộc chi Ampulex. Loài này được Cameron miêu tả khoa học đầu tiên năm 1903.